# Grâce à Dieu
Grâce à Dieu is een Frans-Belgische film van François Ozon die werd uitgebracht in 2019. 

## Samenvatting
Alexandre Guérin is een gelukkige veertiger: hij is gehuwd met een liefhebbende vrouw en hij heeft vijf kinderen. Hij woont en werkt als bankkaderlid  in Lyon. Net zoals de overige leden van zijn familie is hij praktiserend katholiek. 
Op een dag wordt hij tijdens een gesprek met een vriend die net als hij vroeger scout was, pijnlijk herinnerd aan het feit dat een pedofiele priester hem in zijn kindertijd heeft misbruikt. 
Dit laat hem niet los en hij gaat op onderzoek. Hij komt terecht bij  Régine Maire, de psychologe van het bisdom, die voor hem een onderhoud met de aartsbisschop regelt. Hij verneemt dat de Kerk, ondanks de waarschuwingen van verscheidene ouders, het kindermisbruik in de doofpot gestopt. En de feiten zijn verjaard. Er volgt nog een voor Alexandre onbevredigende confrontatie met zijn misbruiker. Alexandre komt te weten dat die priester nog steeds taken vervult waarbij hij in aanraking komt met kinderen.
Woedend door dit ergerlijke feit en door het getalm van de Kerk besluit hij tot de actie over te gaan en klacht neer te leggen. Een ondernemende politiekapitein komt voor hem François, Emmanuel en Gilles op het spoor, drie andere slachtoffers van de priester. Het viertal zal hun krachten bundelen.

## Rolverdeling
| Acteur              | Personage                             |
| ------------------- | ------------------------------------- |
| Melvil Poupaud      | Alexandre Guérin                      |
| Denis Ménochet      | François Debord                       |
| Swann Arlaud        | Emmanuel Thomassin                    |
| Éric Caravaca       | Gilles Perret                         |
| Bernard Verley      | priester Bernard Preynat              |
| François Marthouret | kardinaal Philippe Barbarin           |
| Martine Erhel       | Régine Maire                          |
| Josiane Balasko     | Irène, de moeder van Emmanuel         |
| Hélène Vincent      | Odile Debord, de moeder van François  |
| François Chattot    | Pierre Debord, de vader van François  |
| Frédéric Pierrot    | kapitein Courteau                     |
| Aurélia Petit       | Marie Guérin, de vrouw van Alexandre  |
| Julie Duclos        | Aline Debord, de vrouw van François   |
| Jeanne Rosa         | Dominique Perret, de vrouw van Gilles |